# Danuta Barbara Dziekańska
Danuta Barbara Dziekańska z domu Bytnar ps. Dusia (ur. 5 stycznia 1924 w Niekłaniu Wielkim, zm. 19 kwietnia 2008 w Warszawie) – polska działaczka harcerska, inżynier architekt, siostra Jana Bytnara „Rudego”.

## Życiorys
Córka Zdzisławy Bytnarowej i Stanisława Bytnara. Uczyła się w Gimnazjum i Liceum im. Królowej Jadwigi w Warszawie (uzyskała maturę w 1942). Mieszkała razem z rodzicami i bratem w domu Warszawskiej Spółdzielni Mieszkaniowej Pracowników Umysłowych przy al. Niepodległości 159.
W czasie okupacji niemieckiej członek Szarych Szeregów i żołnierz Armii Krajowej. Pod koniec 1939 została zaangażowana w kolportaż prasy konspiracyjnej, przede wszystkim „Biuletynu Informacyjnego" następnie działała jako łączniczka. W czasie aresztowania brata i ojca przez Gestapo w marcu 1943 roku przebywała poza domem, unikając dzięki temu aresztowania.
W 1945 zdała egzamin na Wydział Architektury Politechniki Warszawskiej, którą ukończyła z tytułem inżyniera – architekta, magistra nauk technicznych w 1952 roku. Od 1945 roku do emerytury pracowała kolejno w Biurze Odbudowy Stolicy począwszy od maszynistki, kreślarza awansując stopniowo do stanowiska starszego projektanta Dzielnicy Mokotów i Kierownika Pracowni Zespołu Urbanistycznego Dzielnicy Mokotów. W 1947 roku wyszła za mąż za studenta medycyny Jana Dziekańskiego. W 1959 roku radna Dzielnicy Śródmieście. Uczestniczyła w realizacji filmu dokumentalnego Gawęda o bohaterach "Kamieni na szaniec". Odznaczona m.in. Srebrną Odznaką Odbudowy Warszawy, Srebrną Odznaką Honorową m. st. Warszawy, Srebrnym i Złotym Krzyżem Zasługi, Krzyżem Armii Krajowej, Krzyżem Kawalerskim Orderu Odrodzenia Polski.
Pochowana 25 kwietnia 2008 na warszawskim cmentarzu w Grabowie przy ul. Poloneza.